# Heterostegane felix
Heterostegane felix là một loài bướm đêm trong họ Geometridae.